# Forest (band)
Forest var et russisk black metal-band, og et af de centrale bands i den russiske NSBM-bevægelse BlazeBirth Hall. Tre af bevægelsens centrale personer, Kaldrad Branislav, Ulv Gegner Irminsson og Dagorath var alle medlemmer af bandet på forskellige tidspunkter. Albummet In the Flame of Glory var det sidste Irminsson medvirkede på før han blev myrdet 23. oktober 2005.

## Medlemmer
- Svyagir
- Kaldrad Branislav
- Njard

### Tidligere medlemmer
- Ulv Gegner Irminsson
- Ransverdi – trommer
- Dagorath – trommer

## Diskografi

### Studiealbum
- 1996: Forest
- 1997: Like a Blaze Above the Ashes
- 1998: Foredooming the Hope for Eternity
- 1999: As a Song in the Harvest of Grief
- 2005: In the Flame of Glory

### Splitalbum
- 2004: Hammerkrieg (med Branikald, Nitberg, Raven Dark og Rundagor)